# هلا رنتما
هلا رنتما (به انگلیسی: Hella Rentema) (زادهٔ ۱۲ آوریل ۱۹۵۰) شناگر اهل هلند می باشد.